# Горст Георгій Миколайович
Гео́ргій Микола́йович Горст (*15 лютого 1942, Одеса - 28 травня 2021, там же) — прозаїк, член Спілки письменників України з 1984 року, член Спілки журналістів України.
Народився 15 лютого 1942 р. в м. Одесі.
Закінчив філологічний факультет Одеського державного університету ім. І. І. Мечникова.
Працював редактором на обласному телебаченні та у видавництві «Маяк». Перші твори опублікував в журналах «Жовтень», «Україна», «Літературна Україна» та у місцевих періодичних виданнях.До виходу на пенсію працював вчителем української мови та літератури Одеської школи-інтернату № 5. 
Автор збірок оповідань «Свято», «Перед далеким рейсом», «До родини», «Днесь», роману «Погибель Джинестри».
28 травня 2021 року після тривалої важкої хвороби пішов з життя.